# 大聖地亞哥河

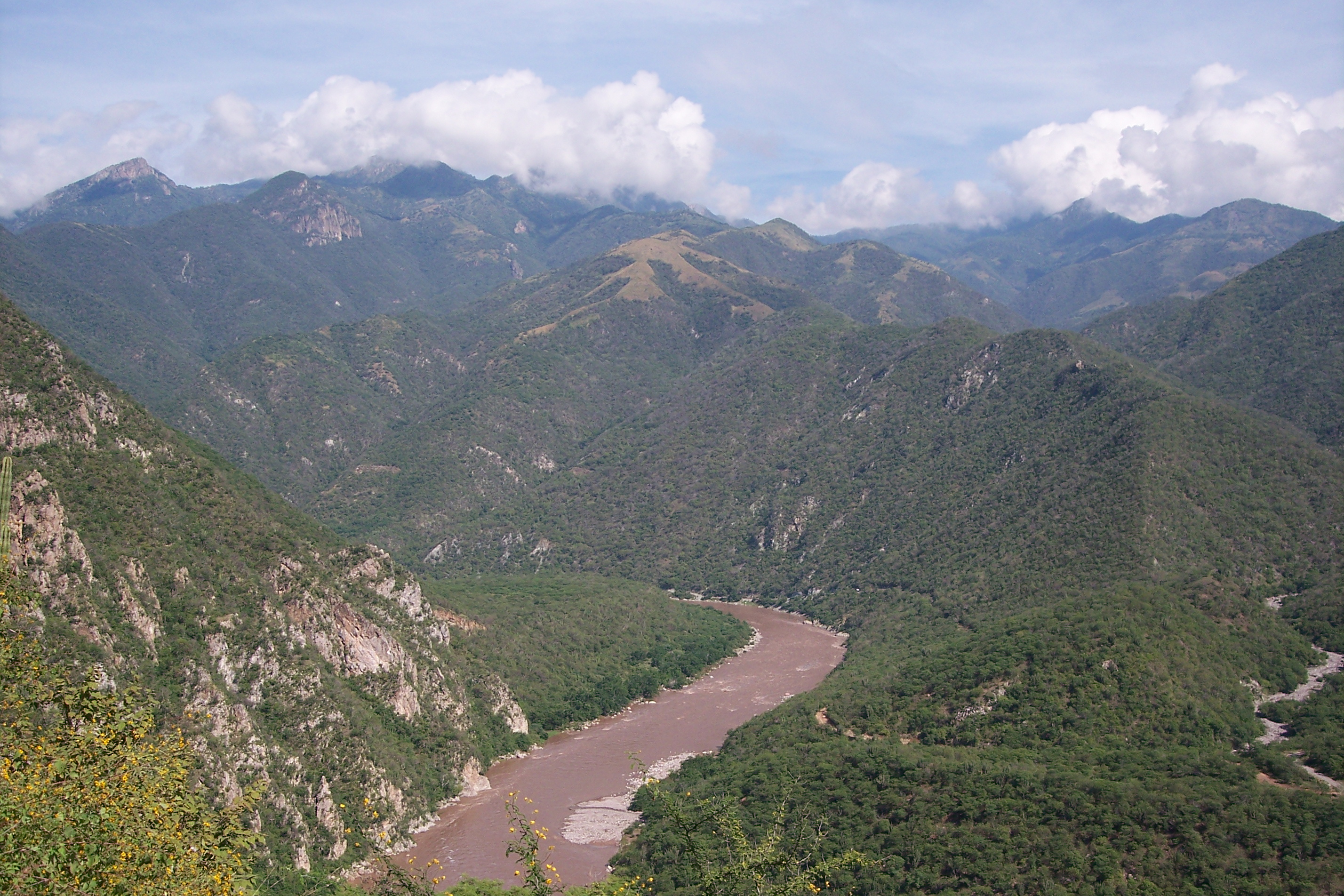

大聖地亞哥河是墨西哥的河流，河道全長433公里，流域面積136,628平方公里，發源自托盧卡東南24公里的查帕拉湖，流經西馬德雷山脈，最終注入太平洋。

## 外部連結
- Water Resources  Atlas

21°36′N 105°26′W / 21.600°N 105.433°W